# Tibor Pézsa
Tibor Pézsa (Esztergom, 15 november 1935) is een Hongaars schermer.
Pézsa won met sabel in 1964 olympisch goud individueel en in 1968 brons, Pézsa won met het sabelteam in 1968 en 1972 olympisch brons. Pézsa werd in 1966 wereldkampioen individueel en in 1970 wereldkampioen met het team.

## Resultaten

### Olympische Zomerspelen
| Jaar | Plaats      | Resultaten                     |
| ---- | ----------- | ------------------------------ |
| 1960 | Rome        | HF poule floret 5e floret team |
| 1964 | Tokio       | sabel 5e sabel team            |
| 1968 | Mexico-stad | sabel sabel team               |
| 1972 | München     | sabel team KF poule sabel      |

### Wereldkampioenschappen schermen
| Jaar | Plaats       | Resultaten         |
| ---- | ------------ | ------------------ |
| 1962 | Buenos Aires | sabel team         |
| 1963 | Gdansk       | sabel team         |
| 1965 | Parijs       | sabel team         |
| 1966 | Moskou       | sabel team · sabel |
| 1967 | Montreal     | sabel team · sabel |
| 1970 | Ankara       | sabel · sabel team |
| 1971 | Wenen        | sabel team         |

1896: Ioannis Georgiadis ·
1900: Georges de la Falaise ·
1904: Manuel Díaz ·
1906: Ioannis Georgiadis ·
1908: Jenő Fuchs ·
1912: Jenő Fuchs ·
1920: Nedo Nadi ·
1924: Sándor Pósta ·
1928: Ödön Tersztyánszky ·
1932: György Piller ·
1936: Endre Kabos ·
1948: Aladár Gerevich ·
1952: Pál Kovács ·
1956: Rudolf Kárpáti ·
1960: Rudolf Kárpáti ·
1964: Tibor Pézsa ·
1968: Jerzy Pawłowski ·
1972: Viktor Sidjak ·
1976: Viktor Krovopoeskov ·
1980: Viktor Krovopoeskov ·
1984: Jean-François Lamour ·
1988: Jean-François Lamour ·
1992: Bence Szabó ·
1996: Stanislav Pozdnjakov ·
2000: Mihai Covaliu ·
2004: Aldo Montano ·
2008: Zhong Man ·
2012: Áron Szilágyi ·
2016: Áron Szilágyi ·
2020: Áron Szilágyi ·
2024: Oh Sang-uk